# Harry Mason
Harold "Harry" Mason (1951-2000) es el protagonista principal del primer título de la saga Silent Hill y personaje secundario en Silent Hill 3. Es el padre adoptivo de Cheryl, y más tarde, el de Heather.

## Personalidad
En lo personal, se presenta a Harry como un padre amoroso, competente, responsable y devoto hacia su hija adoptiva Cheryl, la cual se convierte en lo más importante de su vida luego de la muerte de su esposa. Durante el primer título se deja en claro que está dispuesto a hacer lo que sea necesario para protegerla. Sin embargo, en cuanto a lo social, Harry parece mantener poco contacto con la gente que está fuera de su círculo familiar. 
Es inteligente y perceptivo, tal como lo demuestra en la resolución de los acertijos en el plano oscuro de Silent Hill. A causa de los hechos ocurridos en el primer título, Harry se volvió excesivamente protector con Heather en el tercer título. De hecho le regaló un taser como autodefensa y también le entregó un colgante que contenía una pequeña cantidad de Aglaofotis, que luego le serviría de protección contra la secta del pueblo.

## Biografía
Los datos específicos sobre su infancia y adolescencia son desconocidos. Lo único que se sabe es que de adulto se dedicó a ser escritor no ficticio. En la novelización del primer título, se menciona que Harry escribió un libro titulado La máscara del criminal, en el que analizaba a los delincuentes que viven camuflados en la sociedad como ciudadanos corrientes. 
De su vida personal sólo se sabe que a la edad de 25 años, él y Jodie (su esposa) adoptaron una bebé que habían abandonado al costado de la autopista, a quien le pusieron por nombre Cheryl. Sin embargo, tres años después de este acontecimiento, la esposa de Harry muere de forma inesperada por una enfermedad terminal. Desde entonces, Harry ha tenido que criar a Cheryl por su cuenta.

## Apariciones

### Silent Hill
A los 32 años de edad, Harry (que seguía en duelo por la muerte de su esposa) es convencido por Cheryl, quien ya tenía siete años de edad, para ir de vacaciones al pueblo turístico de Silent Hill. Éste accedió a la petición de su hija y emprendieron el viaje hacia allí. Llegando a la ciudad, ya de noche, interceptan a una adolescente en medio de la carretera que apareció de la nada. Harry trata de esquivarla pero pierde el control del vehículo y sufre un accidente. Afortunadamente sale ileso pero Cheryl no estaba en el coche, por lo que decide ir a buscarla dentro del pueblo. 

### Portland
Tras escapar de Silent Hill, Harry vivió en Portland con su nueva hija adoptiva. Sin embargo, tuvo dudas sobre si debía criarla o no, a tal punto de plantearse en abandonarla o incluso asesinarla debido a que ese bebé era una reencarnación de Alessa (la responsable de quitarle a Cheryl). Las suposiciones de Harry fueron en última instancia correctas, pero aun así decidió criarla de todas maneras. 5 años después de los acontecimientos ocurridos en Silent Hill, Harry descubrió que un miembro del culto intentaba secuestrar a su hija nuevamente, pero esta vez decidió asesinarlo con un arma y tras estos hechos se mudó a otra ciudad con el fin de ocultarse. A fin de mantener la seguridad de su hija, le tiñó el pelo de rubio y la nombró Heather.

### Silent Hill 3
17 años después de los acontecimientos ocurridos en Silent Hill, Harry ya tenía 49 años. Heather se encuentra en el centro comercial de su ciudad, pero al volver a su casa descubre que su padre ha sido brutalmente asesinado en el sofá. Es entonces cuando Heather decide vengar a su padre matando al responsable del asesinato, el cual descubre que se encuentra en Silent Hill. Tras vengar a su padre, Heather decide que ya no se esconderá bajo ese nombre y que volverá a llamarse Cheryl, tal como su padre la había nombrado antes de reencarnar.

## Otras apariciones

### Silent Hill 2: Restless Dreams
En el final UFO, Harry desciende junto con los alienígenas y le pregunta a James si vio a su hija, pero éste le responde preguntándole si vio a su esposa. Luego de esto James es aturdido con un arma y es incapacitado con el fin de abducirlo.

### Silent Hill: Origins
Puede escucharse la voz en off de Harry y de su esposa al terminar el final "Good", en alusión al momento en que encuentran a Cheryl abandonada.

### Silent Hill: Shattered Memories
Harry repite protagonismo en esta reimaginación de la primera entrega. Mantiene ciertos aspectos del juego original, como su apariencia y el hecho de seguir buscando a su hija, pero sus motivos, decisiones y la trama en sí difiere completamente del original.